# Фидель, Ласло
Ла́сло Фи́дель (венг. László Fidel; 29 июня 1965, Вац) — венгерский гребец-байдарочник, выступал за сборную Венгрии в середине 1980-х — начале 1990-х годов. Серебряный призёр летних Олимпийских игр в Барселоне, пятикратный чемпион мира, победитель многих регат национального и международного значения.

## Биография
Ласло Фидель родился 29 июня 1965 года в городе Ваце, медье Пешт. Активно заниматься греблей на байдарке начал в раннем детстве, проходил подготовку в спортивном клубе Székesfehérvari KÖFÉM Sportegyesület.
Первого серьёзного успеха на взрослом международном уровне добился в 1986 году, когда попал в основной состав венгерской национальной сборной и побывал на чемпионате мира в канадском Монреале, откуда привёз награду золотого достоинства, выигранную в зачёте четырёхместных байдарок на дистанции 1000 метров. Год спустя на аналогичных соревнованиях в немецком Дуйсбурге сделал золотой дубль, одержал победу сразу в дух дисциплинах: в двойках на пятистах метрах и в четвёрках на тысяче метрах. Пытался пройти отбор на Олимпийские игры 1988 года в Сеуле, но не смог этого сделать из-за слишком высокой конкуренции в команде.
На мировом первенстве 1990 года в польской Познани Фидель завоевал золото в километровой программе четвёрок. Затем в следующем сезоне на чемпионате мира в Париже получил серебро в четвёрках на пятистах метрах и золото в четвёрках на тысяче метрах, став таким образом пятикратным чемпионом мира. Благодаря череде удачных выступлений удостоился права защищать честь страны на летних Олимпийских играх 1992 года в Барселоне — в зачёте четырёхместных байдарок на дистанции 1000 метров совместно с партнёрами Жолтом Дьюлаи, Аттилой Абрахамом и Ференцем Чипешем показал в решающем заезде второй результат, пропустив вперёд только экипаж из Германии, и выиграл тем самым серебряную олимпийскую медаль. Вскоре после этой Олимпиады принял решение завершить карьеру профессионального спортсмена, уступив место в сборной молодым венгерским гребцам.